# Isabela (Zamboanga Sibugay)
Isabela è una città indipendente delle Filippine situata nella provincia di Zamboanga Sibugay, nella penisola di Zamboanga.
Già capoluogo della provincia di Basilan, Isabela fa parte amministrativamente della regione della Penisola di Zamboanga, non avendo aderito al plebiscito del 1989 con il quale la provincia di Basilan è entrata a far parte della nuova Regione Autonoma nel Mindanao Musulmano (ARMM).
Fondata dagli spagnoli, deve il suo nome alla regina Isabella II di Spagna.
Isabela è formata da 45 baranggay.
- Aguada
- Balatanay
- Baluno
- Begang
- Binuangan
- Busay
- Cabunbata
- Calvario
- Carbon
- Diki
- Dona Ramona T. Alano
- Isabela Eastside (Pob.)
- Isabela Proper (Pob.)
- Kapatagan Grande
- Kapayawan
- Kaumpurnah Zone I
- Kaumpurnah Zone II
- Kaumpurnah Zone III
- Kumalarang
- La Piedad (Pob.)
- Lampinigan
- Lanote
- Lukbuton

- Lumbang
- Makiri
- Maligue (Lunot)
- Marang-marang
- Marketsite (Pob.)
- Masula
- Menzi
- Panigayan
- Panunsulan
- Port Area (Pob.)
- Riverside
- San Rafael
- Santa Barbara
- Santa Cruz (Pob.)
- Seaside (Pob.)
- Small Kapatagan
- Sumagdang
- Sunrise Village (Pob.)
- Tabiawan
- Tabuk (Pob.)
- Tampalan
- Timpul